# Ordinariat militar d'Itàlia

Escut de l'ordinariat

L'ordinariat militar d'Itàlia (italià: Ordinariato militare in Italia (OMI)) és una església particular equiparada a una diòcesi i un ofici de l'Estat; té jurisdicció sobre tots els militars de les forces armades italianes, sobre els familiars que conviuen i sobre els civils en servei a les forces armades. Actualment està regida per l'arquebisbe Santo Marcianò.

## L'ordinari militar
L'ordinariat està dirigit per un arquebisbe ordinari militar, designat pel Papa i nomenat mitjançant decret del President de la República, a proposta del President del Consell de Ministres i dels ministres de Defensa i de l'Interior.
El conferiment del càrrec d'assistència espiritual a les forces armades significa que el finançament (o de l'escriptura de transferència de l'oficina), a causa generalment a l'autoritat eclesiàstica se substitueix per un igual dret de l'Estat com la ' oficina de què es tracti pot considerar-se sic et simpliciter com un clergue, sinó més aviat com un funcionari de l'Estat, que les autoritats públiques concedeixen l'autoritat judicial eclesiàstica contigua.
La designació de l'ordinari és a través d'una consulta confidencial entre la Santa Seu (que proposa els noms) i el Govern italià (qui ha de procedir al nomenament). En cas de desacord sobre el nom proposat, es procedeix a una noma designació confidencial fins que s'arribi a un acord.

## Estructura
El clergat de l'ordinariat militar italià és allistat a les forces armades, i els preveres són equiparats als oficials. L'ordinari militar (que assumeix el grau militar de tinent general) és assistit en la seva activitat per un Vicari general (que substitueix l'ordinari en les seves funcions representatives, l'ajuda a les accions, ocupa el càrrec en cas d'absència o impediment, i té el rang de major general), i dos Inspectors (tenen funcions de vigilància sobre l'Ordinariat, i tenen rang de general de brigada).
Per prestar millor el servei, l'ordinariat italià està dividit en setze zones pastorals geogràfiques. La jurisdicció eclesiàstica de l'ordinariat s'estén sobre persones i territori; cadascuna depèn d'una estructura jeràrquica que compren tot el personal de les instal·lacions militars.
A nivell territorial, les funcions d'assistència espiritual són donades pels primi cappellani capi (amb rang de major), els cappellani capi (amb grau de capità) i els cappellani addetti (amb grau de tinent).
Els cappellani tenen una jurisdicció de tipus pastoral.
El 25 de setembre de 1997, gràcies a la tasca de l'ordinari militar, Mons. Giuseppe Mani, s'instituí la “Scuola allievi cappellani militari”, denominada “Seminario Maggiore dell'Ordinariato Militare in Italia”, que de fet és un seminari on els joves poden preparar-se per ésser preveres a servei ple de l'ordinariat. Existeixen també dues categories de capellans militars: els que formen part integrant de l'ordinariat, sent incardinats allà, i els que realitzen un servei temporal a l'ordinariat, restant incardinats a la mateixa diòcesi o a l'institut religiós del que formen part.

### Graus militars
Els graus militars previstos són:
- ordinario militare - equivalent al grau de tinent general
- vicario generale militare - equivalent al grau de major general
- ispettore - equivalent al grau de brigadier general
- 3º cappellano militare capo - equivalent al grau de coronel
- 2º cappellano militare capo - equivalent al grau de tinent coronel.
- 1º cappellano militare capo - equivalent al grau de major
- cappellano militare capo - equivalent al grau de capità
- cappellano militare addetto - equivalent al grau de tinent[3][4]

## Disciplina normativa
La llei n. 51 de l'1 de juny de 1961 disciplina l'estat jurídic, les promocions i el tractament econòmic dels components de l'ordinariat militar ("statuto giuridico, l'avanzamento e e il trattamento economico del personale dell'assistenza spirituale alle forze armate dello Stato")
Alguns dels seus articles han estat modificats amb el temps:
- llei de 22 de novembre de 1973 n. 873: Modifica a la llei de l'1 de juny de 1961, n. 512, sobre la situació jurídica, l'avanç i la remuneració del personal de les forces armades de l'estat espiritual
- decret legislatiu de 30 de desembre de 1997 n. 490, article 69: Reorganització de la contractació, l'estat i el progrés dels oficials, de conformitat amb l'article 1, el paràgraf 97 de la Llei de 23 de desembre de 1996, n. 662
- decret legislatiu de 28 de juny de 2000 n. 216, article 29: Disposicions correctives del decret legislatiu de 30 de desembre de 1997, n. 490, que estableix la reorganització de la contractació, l'estat i el progrés dels oficials, de conformitat amb l'article 9, apartat 2, de la Llei de 31 de març de 2000, no. 78

## Esglésies de l'ordinariat
- Església principal: Església de Santa Caterina a Magnanapoli a Roma
- Església sucursal: Església del Santíssim Sudari dels Piemontesos a Roma

A aquestes esglésies s'afegeix la Basílica de Santa Maria ad Martyres (Panteó), de la qual l'ordinari militar està encarregat.

## Cronologia episcopal

### Bisbes castrenses
- Angelo Bartolomasi † (18 de juliol de 1915 - 29 d'octubre de 1922)

### Bisbes ordinaris
- Michele Cerrati † (2 de març de 1923 - 21 de febrer de 1925 mort)
- Camillo Panizzardi, C.S.I. † (6 de març de 1925 - 22 d'abril de 1929)

### Arquebisbes ordinaris
- Angelo Bartolomasi † (23 d'abril de 1929 - 1944 jubilat) (per segon cop)
- Carlo Alberto Ferrero di Cavallerleone † (28 d'octubre de 1944 - 4 de novembre de 1953 dimití)
- Arrigo Pintonello † (4 de novembre de 1953 - 1966 dimití)
- Luigi Maffeo † (16 de gener de 1966 - 7 de maig de 1971 mort)
- Mario Schierano † (28 d'agost de 1971 - 27 d'octubre de 1981 dimití)
- Gaetano Bonicelli (28 d'octubre de 1981 - 14 de novembre de 1989 nomenat arquebisbe de Siena-Colle di Val d'Elsa-Montalcino)
- Giovanni Marra (14 de novembre de 1989 - 31 de gener de 1996 jubilat, el 1997 nomenat arquebisbe de Messina-Lipari-Santa Lucia del Mela)
- Giuseppe Mani (31 de gener de 1996 - 20 de juny de 2003 nomenat arquebisbe de Cagliari)
- Angelo Bagnasco (20 de juny de 2003 - 29 d'agost de 2006 nomenat arquebisbe de Gènova)
- Vincenzo Pelvi (14 d'octubre de 2006 - 11 d'agost de 2013 jubilat, el 2014 nomenat arquebisbe Foggia-Bovino)
- Santo Marcianò, des del 10 d'octubre de 2013

## Uniformes

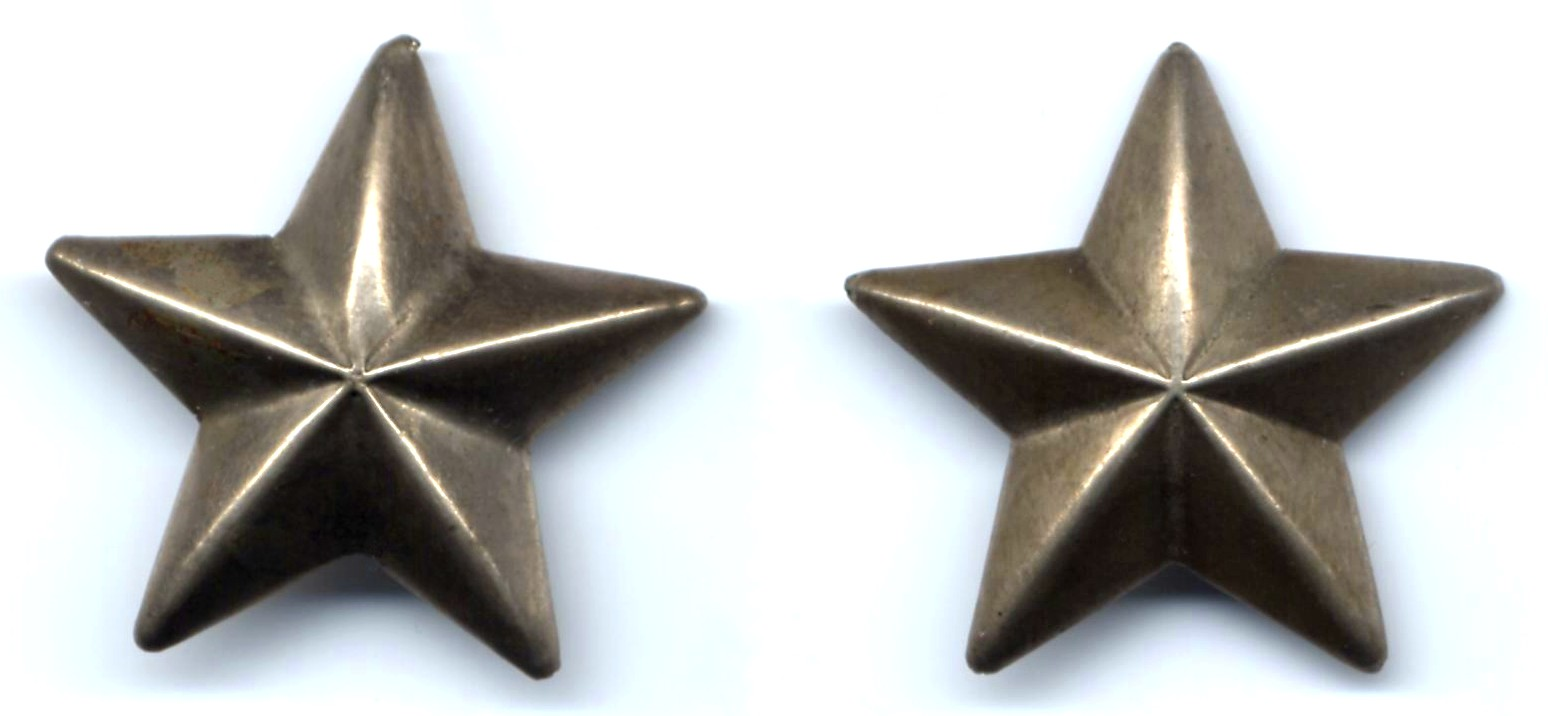
Les estrelles de les divises de les forces armades italianes.

Els uniformes pels capellans militars són:
- Sotana o hàbit;
- Clergyman;
- Uniforme de diari i de servei
- Uniforme de campanya
- Uniforme de cerimònia

### Composició i ús de la sotana i de l'hàbit

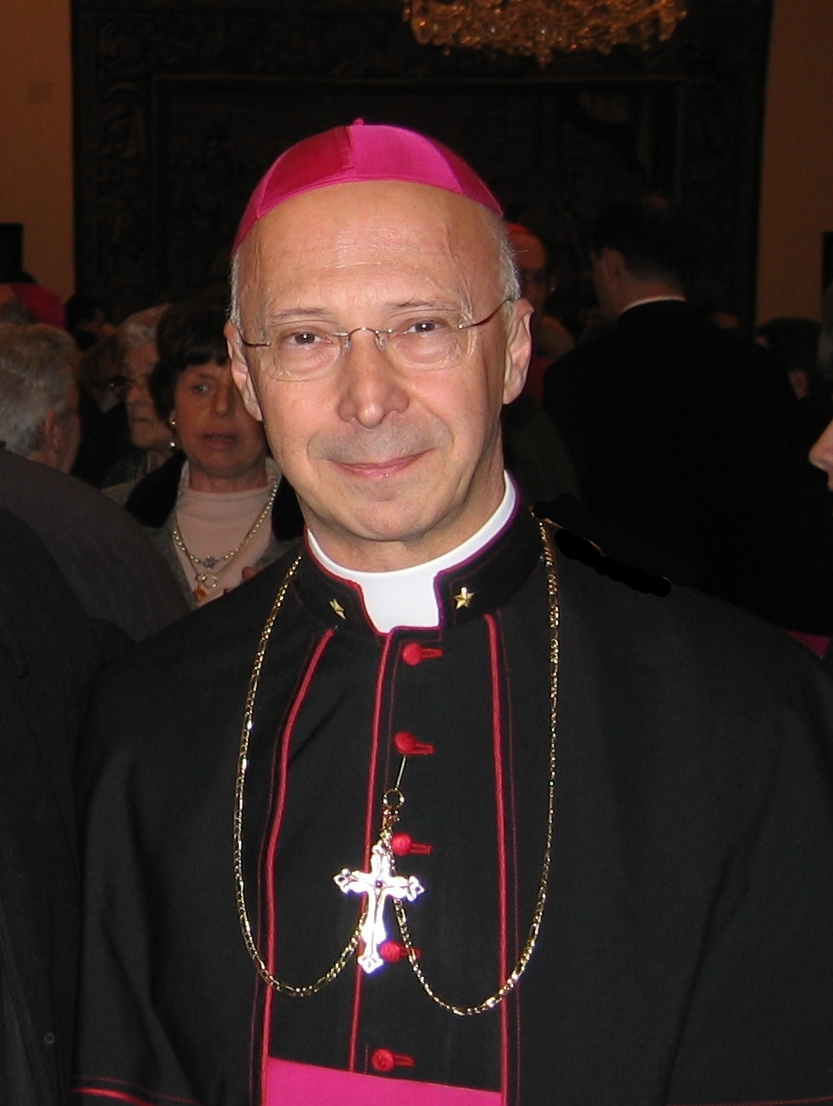
Angelo Bagnasco, anterior ordinari militar, amb les estrelles posades sobre el coll del sotana.

- Composició: per als sacerdots diocesans, sotana "romana"; per als sacerdots religiosos, l'hàbit propi de l'orde religiós al qual pertanyen. A més, sobre el coll s'afegeixen dues estrelles de cinc puntes: daurades, per l'Arquebisbe Ordinari Militar d'Itàlia, pel vicari general militar i pels tres inspectors; platejades: pels capellans militars. Quan es fa servir aquest hàbit, és la lligadura militar de color negre (boina), amb distintiu propi dels capellans militars. Pot usar-se sobre la sotana o l'hàbit, abric, capa o mantell; sobre el qual també es fixen les estrelles com a la sotana o l'hàbit.
- Ús: sempre ser usat com una alternativa al clergyman, llevat del que disposa els articles. 44-45. També poden ser usats en qualsevol situació, per raons litúrgiques.

### Composició i ús del clergyman
- Composició: preferentment de color negre o gris fosc (vestit : jaqueta, pantalons i camisa eclesiàstica del mateix color, mitjons i sabates negres. S'usa amb l'afegit del distintiu metàl·lic (creu llatina platejada, amb interior esmaltat de color blau i creu interior en plata), posat a la part superior de la solapa esquerra de la jaqueta.
- Ús: sempre ser usat com una alternativa a la sotana roba o grup religiós, llevat del que disposen els articles 44-45 .

### Composició i ús de l'uniforme de diari i de servei pels capellans militars
- Composició: el mateix vestuari previst pels oficials de les forces armades, incloent insígnies, cordons i flames pròpies de la Força armada, de l'arma, cos, o departament que administra el capellà militar. S'afegeix el distintiu metàl·lic (creu llatina en plata, amb interior esmaltat de color blau i creu interior en plata), aplicat sobre la part superior de la solapa esquerra de la jaqueta.
- Ús: es fa servir durant l'horari de servei, als llocs específicament militars i per motius relacionats amb els serveis d'un capellà militar. Segueix sent preeminent el previst als articles 42-43

### Composició i ús de l'uniforme de campanya
- Composició: el mateix vestuari previst pels oficials de les forces armades, incloent insígnies, cordons i flames pròpies de la Força armada, de l'arma, cos, o departament que administra el capellà militar. S'afegeix el distintiu en roba (creu llatina en plata, amb interior esmaltat de color blau i creu interior en plata, sobre un exterior verd per l'uniforme verd o mimetitzat; o en color blau pels uniformes blaus, amb exterior platejat), situat sobre la part central a l'esquerra del pit.
- Ús: ha d'usar quan s'està involucrat directament en els exercicis, les operacions i missions, a casa ia l'estranger, llevat del que disposen els articles. 42-43.

### Composició i ús de l'uniforme de cerimònia
Segons les disposicions dels articles 42-43 sobre l'ús dels uniformes de sotana i/o hàbit i clergyman.

### Insígnies de gorra

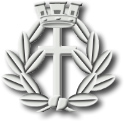
Insígnia per la boina dels capellans militars

Dues branques d'olivera amb la creu llatina al centre de la corona muralorretes carregat, constitueixen la insígnia dels capellans militars. Aquest escut és a porta només sobre la boina. Sobre les altres lligadures els capellans porten, sobre la insígnia de la unitat on serveixen, un botó amb la creu gravada.
En els altres capellans d'usar casc, en el fris de la unitat en la qual serveixen, un corral rodó amb la creu gravada.

## Rangs
| Escut heràldic |                                              |                                                       |                                                      |                                                      |                                                      |                   |                   |                   |                   |                   |
| ordinament     | militar                                      | militar                                               | militar                                              | militar                                              | militar                                              |                   |                   |                   |                   |                   |
| Depèn del      | Ministeri de Defensa                         | Ministeri de Defensa                                  | Ministeri de Defensa                                 | Ministeri de Defensa                                 | Ministeri d'Economia i Finances                      |                   |                   |                   |                   |                   |
| Codi OTAN      | Oficials generals                            | Oficials generals                                     | Oficials generals                                    | Oficials generals                                    | Oficials generals                                    | Oficials generals | Oficials generals | Oficials generals | Oficials generals | Oficials generals |
| OF-8           | ordinari militar d'Itàlia (tinent general)   | ordinari militar d'Itàlia (almirall inspector en cap) | ordinari militar d'Itàlia (general inspector en cap) | ordinari militar d'Itàlia (general de cos d'exèrcit) | ordinari militar d'Itàlia (general de cos d'exèrcit) |                   |                   |                   |                   |                   |
| OF-7           | vicari general militar (major general)       | vicari general militar (almirall inspector)           | vicari general militar (general inspector)           | vicari general militar (general de divisió)          | vicari general militar (general de divisió)          |                   |                   |                   |                   |                   |
| OF-6           | inspector (general de brigada)               | inspector (contraalmirall)                            | inspector (brigadier general)                        | inspector (general de brigada)                       | inspector (general de brigada)                       |                   |                   |                   |                   |                   |
|                | Oficials superiors                           |                                                       |                                                      |                                                      |                                                      |                   |                   |                   |                   |                   |
| OF-5           | 3º cappellano militare capo (coronel)        | 3º cappellano militare capo (capità de vaixell)       | 3º cappellano militare capo (coronel)                | 3º cappellano militare capo (coronel)                | 3º cappellano militare capo (coronel)                |                   |                   |                   |                   |                   |
| OF-4           | 2º cappellano militare capo (tinent coronel) | 2º cappellano militare capo (capità de fragata)       | 2º cappellano militare capo (tinent coronel)         | 2º cappellano militare capo (tinent coronel)         | 2º cappellano militare capo (tinent coronel)         |                   |                   |                   |                   |                   |
| OF-3           | 1º cappellano militare capo (major)          | 1º cappellano militare capo (capità de corbeta)       | 1º cappellano militare capo (major)                  | 1º cappellano militare capo (major)                  | 1º cappellano militare capo (major)                  |                   |                   |                   |                   |                   |
|                | Oficials inferiors                           |                                                       |                                                      |                                                      |                                                      |                   |                   |                   |                   |                   |
|                | Oficials inferiors                           |                                                       |                                                      |                                                      |                                                      |                   |                   |                   |                   |                   |
| OF-2           | cappellano militare capo (capità)            | cappellano militare capo (tinent de vaixell)          | cappellano militare capo (capità)                    | cappellano militare capo (capità)                    | cappellano militare capo (capità)                    |                   |                   |                   |                   |                   |
|                | Oficials inferiors subalterns                |                                                       |                                                      |                                                      |                                                      |                   |                   |                   |                   |                   |
| OF-1           | cappellano militare addetto (tinent)         | cappellano militare addetto (sotstinent de vaixell)   | cappellano militare addetto (tinent)                 | cappellano militare addetto (tinent)                 | cappellano militare addetto (tinent)                 |                   |                   |                   |                   |                   |
|                | Sotsoficials                                 |                                                       |                                                      |                                                      |                                                      |                   |                   |                   |                   |                   |
|                | Sotsoficials – Paper mariscal                |                                                       |                                                      |                                                      |                                                      |                   |                   |                   |                   |                   |
| OR-9           | suora (maresciallo)                          | suora (cap de tercera classe)                         | suora (maresciallo di terza classe)                  | suora (maresciallo)                                  | suora (maresciallo)                                  |                   |                   |                   |                   |                   |
| Codi OTAN      | Esercito                                     | Marina Militare                                       | Aeronautica Militare                                 | Arma dei Carabinieri                                 | Guardia di Finanza                                   |                   |                   |                   |                   |                   |

## Estadístiques
| any  | sacerdots | sacerdots       | sacerdots       | diaques | religiosos | religiosos |
| any  | total     | clergat secular | clergat regular | diaques | homes      | dones      |
| ---- | --------- | --------------- | --------------- | ------- | ---------- | ---------- |
| 1999 | 245       | 187             | 58              |         | 58         | 50         |
| 2000 | 235       | 170             | 65              |         | 65         | 80         |
| 2001 | 215       | 167             | 48              |         | 48         | 75         |
| 2002 | 209       | 162             | 47              |         | 47         | 61         |
| 2003 | 200       | 161             | 39              |         | 39         | 55         |
| 2004 | 194       | 159             | 35              |         | 35         | 58         |

## Capellans militars famosos

### Condecorats al valor

Medalla de plata al Valor Militar

Medalla d'or al Valor Militar
- Ettore Accorsi
- Pacifico Arcangeli
- Giovanni Brevi
- Enelio Franzoni
- Reginaldo Giuliani
- Igino Lega
- Aldo Moretti
- Giuseppe Morosini
- Stefano Oberto
- Felice Stroppiana

Medalla de Plata al Valor Militar
- Guido Maurilio Turla
- Secondo Pollo